# Couvent de Mérano
Le couvent Saint-Maximilien de Merano (Kapuzinerkloster Meran) est un couvent de capucins fondé en 1617 à Merano dans le Tyrol du Sud, aujourd'hui province autonome italienne du Haut-Adige, encore largement germanophone.

## Historique

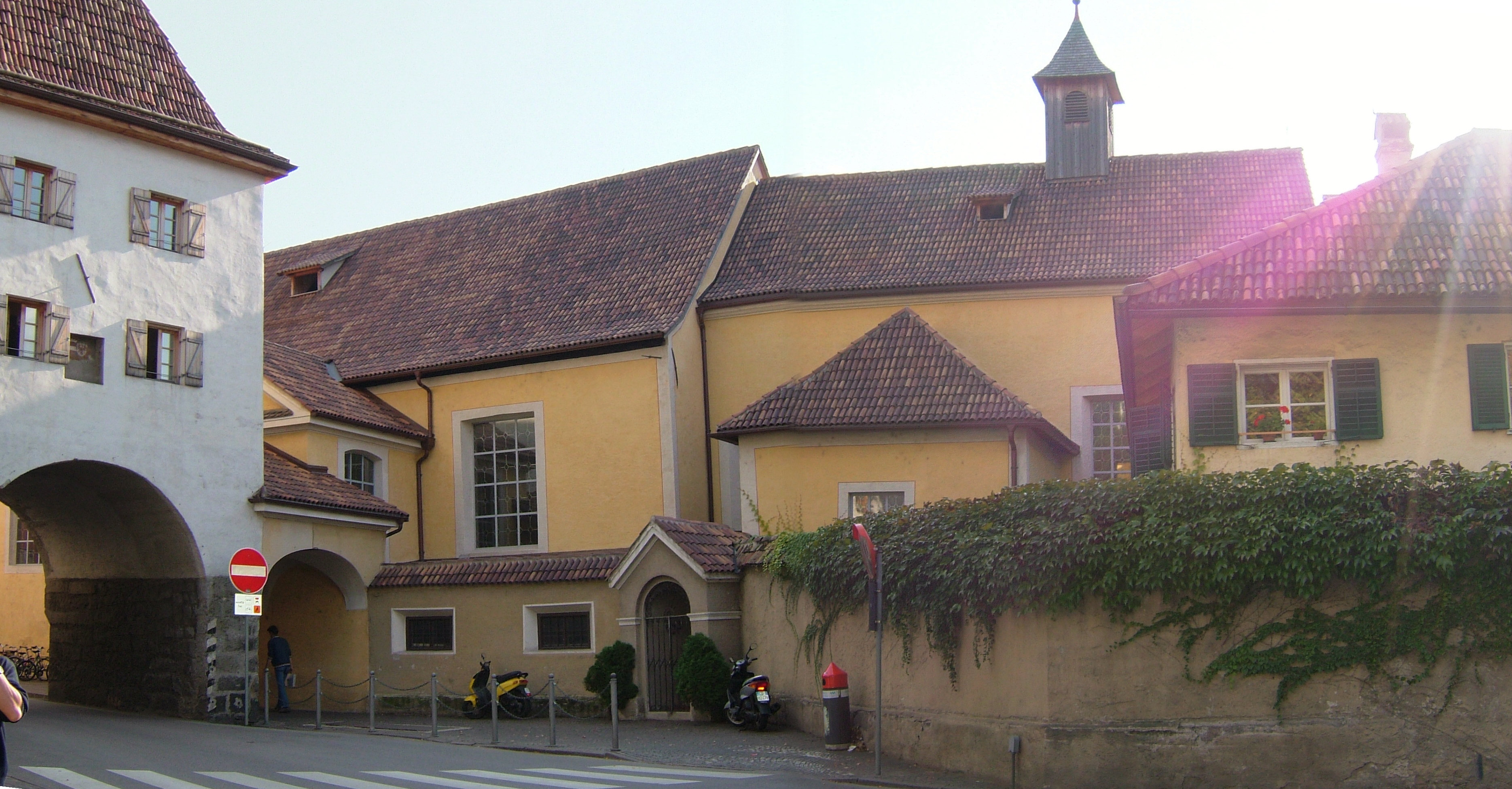
Entrée du couvent

C'est en 1610 que le prince-évêque de Coire, Johannes Flugi, décide de la fondation de deux couvents confiés aux frères mineurs capucins dans le contexte de la Réforme catholique au Tyrol. L'un est destiné à Merano, l'autre à Mals. Le grand-duc Maximilien III en est naturellement le protecteur. Les frais de construction sont couverts par une taxe sur la viande et se montent à trois cents livres.
La construction commence en 1616 et la consécration a lieu en 1617, en l'honneur de saint Maximilien, patron du grand-duc. Il est réaménagé et agrandi entre 1715 et 1717. Lorsque le royaume de Bavière, allié de Napoléon, s'empare du Tyrol en 1808, le couvent est confisqué ; mais il est rouvert peu de temps après.
Aujourd'hui les frères capucins s'occupent de soigner les malades. Ils sont engagés également dans le Seraphisches Liebeswerk, association fondée par le P. Cyprian Fröhlich en 1889 en faveur de la jeunesse démunie, au sein de laquelle ils gèrent un foyer. Ils s'occupent aussi d'un « restaurant bio ».

## Source
- (de) Cet article est partiellement ou en totalité issu de l’article de Wikipédia en allemand intitulé « Kapuzinerkloster Meran » (voir la liste des auteurs).